# Pamětní medaile 39. pěšího pluku „Výzvědného“
Pamětní medaile 39. pěšího pluku "Výzvědného", je pamětí medaile, která byla založena v roce 1948 při příležitosti 30. jubilea založení této jednotky.
Medaile se předávala v papírové krabičce s malou stužkou a diplomem o potvrzení udělení.